# Pietro Piccirilli
Pietro Piccirilli (Sulmona, 18 luglio 1849 – 8 marzo 1921) è stato un critico d'arte italiano.
Rettore del Collegio Ovidio e direttore della scuola d'arti e mestieri, con Giovanni Pansa fondò nel 1897 la "Rassegna Abruzzese di Storia e Arte" (RASA)

## Biografia
Conoscente e amico del filosofo abruzzese Benedetto Croce, Piccirilli fu il secondo abruzzese dopo Antonio De Nino, anche lui attivo nel sulmonese, nella ricerca e catalogazione di materiale che riguardasse la storia, l'architettura, la scultura abruzzese, sia presso i monumenti sia presso gli archivi. Prima di De Nino, Pansa e Balzano, si era occupato di arte locale Nunzio Federigo Faraglia, ma in maniera disorganica e non integrale. Il Piccirilli fu il primo a organizzare la materia in maniera critica, confrontando le fonti, senza lasciarsi andare a paragoni esagerati e infondati, viziati dall'enfasi e dalla passione per il proprio territorio
Piccirilli continuò gli studi sull'oreficeria medievale sulmonese e soprattutto sull'ultimo grande rappresentante di questo movimento di orefici e fabbri peligni: Nicola da Guardiagrele.
Nel 1888 a Lanciano presso l'editore Carabba pubblicò  "Monumenti architettonici e artistici di Sulmona". Da quel momento insieme a De Nino, Pansa, Balzano, i Rivera, fondò ad Aquila la Società Regia di Storia Patria degli Abruzzi, oggi nota come Deputazione Abruzzese di Storia Patria. Curò la Rassegna Abruzzese di Storia e Arti per la Deputazione, per la rivista "L'Abruzzo monumentale" pubblicò vari articoli di studi e ricerche sul campo nei monumenti nell'area Peligna e nella Marsica, confluiti poi in volume. 
Nel 1905 a Chieti organizzò la Rassegna d'Arte abruzzese, portando cimeli peligni e marsicani, nel 1915 con il terremoto di Avezzano, che distrusse interi comuni e monumenti di pregio, Piccirilli si gettò nell'impresa di raccogliere, catalogare e salvare il maggior numero di reperti, statue, sculture e dipinti fra le macerie. 
Per questo meritò la lode del soprintendente Carlo Ignazio Gavini quando lui, dopo gli studi conclusi nell'arco di un ventennio, pubblicò nel 1927 i 3 volumi della "Storia dell'architettura in Abruzzo", citando spesso Piccirilli per i monumenti marsicani. Piccirilli venne citato nel 1968 anche dal soprintendente Mario Moretti per i suoi studi sulla "Architettura medioevale in Abruzzo", un nuovo volume aggiornato di riassunto degli altri studi. 
Gli studi su Sulmona, pubblicati nelle riviste varie, sono confluiti nell'opera Monumenti architettonici e artistici di Sulmona, raccolta però incompleta..

## Pubblicazioni di Piccirilli (parziale)
- Pietro Piccirilli, Una finestra in stile ogivale nel palazzo Tabassi in Sulmona, L'Italia, 1883
- Pietro Piccirilli, Architettura medioevale - La chiesa di San Francesco a Sulmona, L'Italia 1884
- Pietro Piccirilli, Porta Napoli in Sulmona, L'Italia 1885
- Pietro Piccirilli, La facciata dell'ex chiesa degli Agostiniani in Sulmona, Carabba, Lanciano 1886
- Pietro Piccirilli, Lo stemma e il marco degli orefici della città di Sulmona. A proposito di due concessioni di re Ladislao, Bologna 1889
- Pietro Piccirilli, Tesori d'arte medievale Sulmonese, Rivista abruzzese VII, 1892
- Pietro Piccirilli, La Basilica di San Clemente a Casauria, Carabba, Lanciano 1893
- Pietro Piccirilli, Notizie storiche e artistiche di Alba Fucense, Rivista abruzzese, IX, Teramo 1894
- Pietro Piccirilli, I freschi della Cappella Caldoresca nella Badia di Santo Spirito in Sulmona, Rivista abruzzese, X, Teramo 1895
- Pietro Piccirilli, L'arte dell'orafo in terra d'Abruzzo, Rivista Abruzzese, XII, 1897
- Pietro Piccirilli, Sulmona medievale: spigolature storiche ed artistiche, Rassegna abruzzese I, 1898
- Pietro Piccirilli, Bartolomeo Balcone da Sulmona artista del XVI secolo, ibidem
- Pietro Piccirilli, La chiesa di San Francesco di Sulmona e il pittore Andrea di Lecce, ibidem anno II
- Pietro Piccirilli, Il campanile della Santissima Annunziata di Sulmona e un prelato architetto, Rassegna abruzzese IV
- Pietro Piccirilli, Monumenti Marsicani - Ortucchio e alcune opere di artisti sulmonesi del sec. XV, Napoli Nobilissima XV 1902
- Pietro Piccirilli, La Marsica. Appunti di storia ed arte Vol. 1, Trani 1904
- Pietro Piccirilli, Notizie sulla primitiva cattedrale sulmonese e un'antica iscrizione creduta smarrita, Rivista abruzzese XVII, 1902
- Pietro Piccirilli, Oreficeria medievale abruzzese L'Arte, VII 1904
- Pietro Piccirilli, Leonardo da Teramo cittadino di Sulmona, pittore, secolo XIV-XV, Rivista abruzzese XV, 1905
- Pietro Piccirilli, L'Abruzzo Monumentale: Magliano e Rosciolo, Natura e Arte, XIV, 1905
- Pietro Piccirilli, L'imposta lignea della chiesa di San Pietro in Alba Fucense, Illustrazione abruzzese, II, Pescara 1905
- Pietro Piccirilli, La mostra d'arte antica abruzzese a Chieti, Rivista abruzzese XX 1905
- Pietro Piccirilli, Oreficeria alla mostra d'arte medioevale abruzzese. Opere sulmonese del secolo XV, L'Arte X 1907
- Pietro Piccirilli, Attraverso la Marsica. Note di storia e d'arte, L'Abruzzo letterario, II, n. 6, 1908
- Pietro Piccirilli, L'Abruzzo Monumentale: Prata d'Ansidonia, Rassegna d'Arte XIV, 1914
- Pietro Piccirlli, L'oreficeria Aquilana nei secc. XVI-XVII-XVIII e la croce processionale della chiesa madre di Fossa, Rassegna d'Arte 1917